# Acacia filicifolia
Acacia filicifolia är en ärtväxtart som beskrevs av Edwin Cheel och M.B.Welch. Acacia filicifolia ingår i släktet akacior, och familjen ärtväxter. Inga underarter finns listade i Catalogue of Life.